# Megatoma trogodermoides
Megatoma trogodermoides är en skalbaggsart som först beskrevs av William James Beal 1967.  Megatoma trogodermoides ingår i släktet Megatoma och familjen ängrar. Inga underarter finns listade i Catalogue of Life.